# Liste des films soviétiques sortis en 1930
Cet article présente une liste des films produits en Union soviétique en 1930:

## 1930
| 1930                |                          |                                      |
| Avenger             | Мститель                 | Boris Shpis                          |
| La Terre            | Зeмля                    | Alexandre Dovjenko                   |
| The Sleeping Beauty | Спящая красавица         | Georgi Vasilyev et Sergueï Vassiliev |
| St. Jorgens's Day   | Праздник Святого Йоргена | Yakov Protazanov                     |